# 원시 시나이 문자
원시 시나이 문자는 시나이반도의 세라비트 엘 카딤(Serabit el-Khadim; سرابت الخادم; Sarābīṭ l-ḫādim)에서 발견된 청동기 시대 중기(기원전 2000년 ~ 기원전 1500년)의 연대로 추정되는 소수의 각문에 사용되고 있는 문자를 가리킨다. 기록된 언어는 셈어파에 속하는 북서셈어의 초기 형태로 페니키아어, 히브리어 등 가나안어군 여러 언어의 조상이다.
가장 오래된 원시 시나이 문자 각문은 기원전 19세기 ~ 16세기 사이의 기록으로 추정된다. 고고학계의 주된 논의는 빠르면 이 문자가 나타난 시점이 기원전 1850년경이나 늦으면 기원전 1550년경인가로 이야기된다. 두 시기를 어떻게 취하는에 따라 원시 시나이 문자와 원시 가나안 문자의 어느 쪽이 더 오래되었는지 귀결되며, 음소 문자가 이집트와 팔레스타인의 어느 쪽에서 태어났는지가 결정된다. 청동기 시대의 원시 시나이 문자 및 각종의 원시 가나안 문자의 각문 자료는 소량의 것 밖에는 존재하지 않는다. 청동기 시대가 붕괴하여 레반트 지방에서 새로운 샘계의 왕조가 발흥하고, 처음으로 철기 시대의 페니키아 문자의 직접 조상인 원시 가나안 문자(비블로스 각문)가 나타났다.
이른바 원시 시나이 문자는 1904년에서 1905년 사이의 겨울에 시나이반도에서 Flinders Petrie 부부가 발견했다. 기원전 17세기부터 15세기의 것으로 여겨지는 다양한 짧은 원시 가나안 문자 각문이 가나안에서 발견됐다. 1999년에 en:John Darnell와 en:Deborah Darnell가 중부 이집트에서 이른바 Wadi el-Hol script를 발견했다. 기원전 19세기에서 기원전 18세기 무렵의 것으로 추정된다.

## 파생 문자
원시 시나이 문자에서 생겨난 문자는 다음과 같다.
- 원시 가나안 문자
  - 페니키아 문자
    - 아람 문자
      - (브라미 문자)
      - 히브리 문자
      - 아랍 문자

    - 그리스 문자
      - 에트루리아 문자
        - 로마 문자
        - 룬 문자

      - 아르메니아 문자
      - 조지아 문자
      - 키릴 문자

## 같이 보기
- 고대 히브리 문자